# Hieracium creperiforme
Hieracium creperiforme es una especie de planta con flor del género Hieracium, de la familia Asteraceae, orden Asterales.

## Distribución
Hieracium creperiforme se distribuye por Estonia y Suecia.

## Taxonomía
Fue descrita científicamente por Johanss. Fue publicada en Ark. Bot. 22A(12): 12 (1929).